# Cleora fowlesi
Cleora fowlesi là một loài bướm đêm trong họ Geometridae.